# Троицкая надвратная церковь (Киево-Печерская лавра)
Троицкая надвратная церковь — православный храм, оформляющий главный вход в Киево-Печерскую лавру. Возведён в начале XII века, после чего неоднократно реконструировался.

## История

Первоначальный облик Троицкой надвратной церкви. Реконструкция В. Шамотюка.

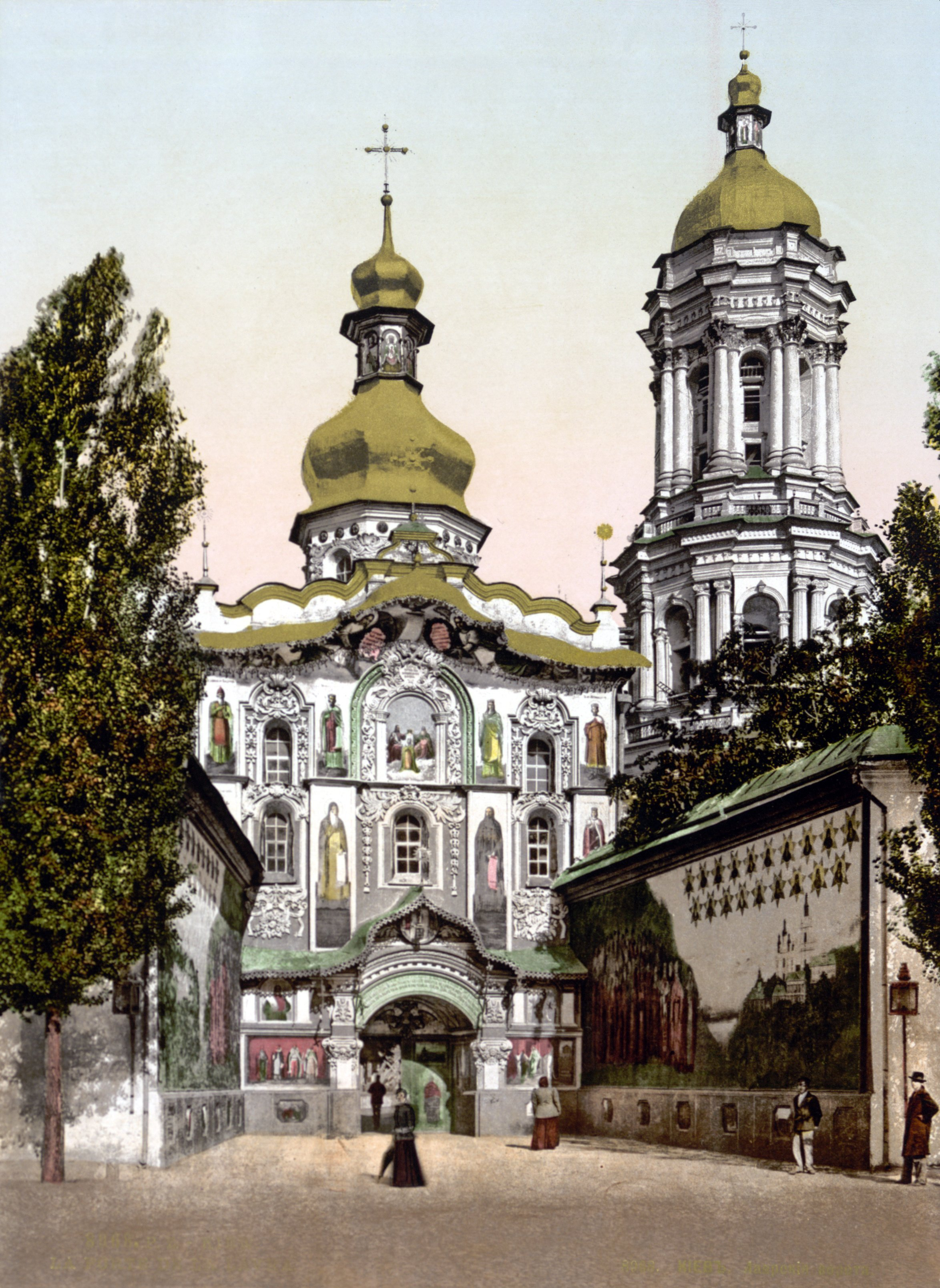
Троицкая надвратная церковь находится над Святыми Вратами, входом в Киево-Печерскую лавру, 1890

Построена церковь была в 1106—1108 годах как часть фортификаций Лавры, над главным входом в подземный монастырь. Церковь была основана внуком князя черниговского и великого князя киевского Святослава Ярославича, который отказался от своего княжеского статуса и стал монахом Печерского монастыря 17 ноября 1106 года под именем Николай Святоша. Николай 36 лет был монахом, и основал в Лавре больницу.
После значительного разрушения Успенского собора во время монгольского нашествия в 1240 году, Троицкая надвратная церковь стала главной церковью монастыря. В 1699 году в Троицкую церковь перенесён древний образ Казанской Божией Матери который находился на Золотых воротах.
В 1957—1958 годах в церкви проводились реставрационные работы, включая работы по восстановлению утерянных элементов декора, позолоту свода и ретуширование внешних картин.

## Архитектура

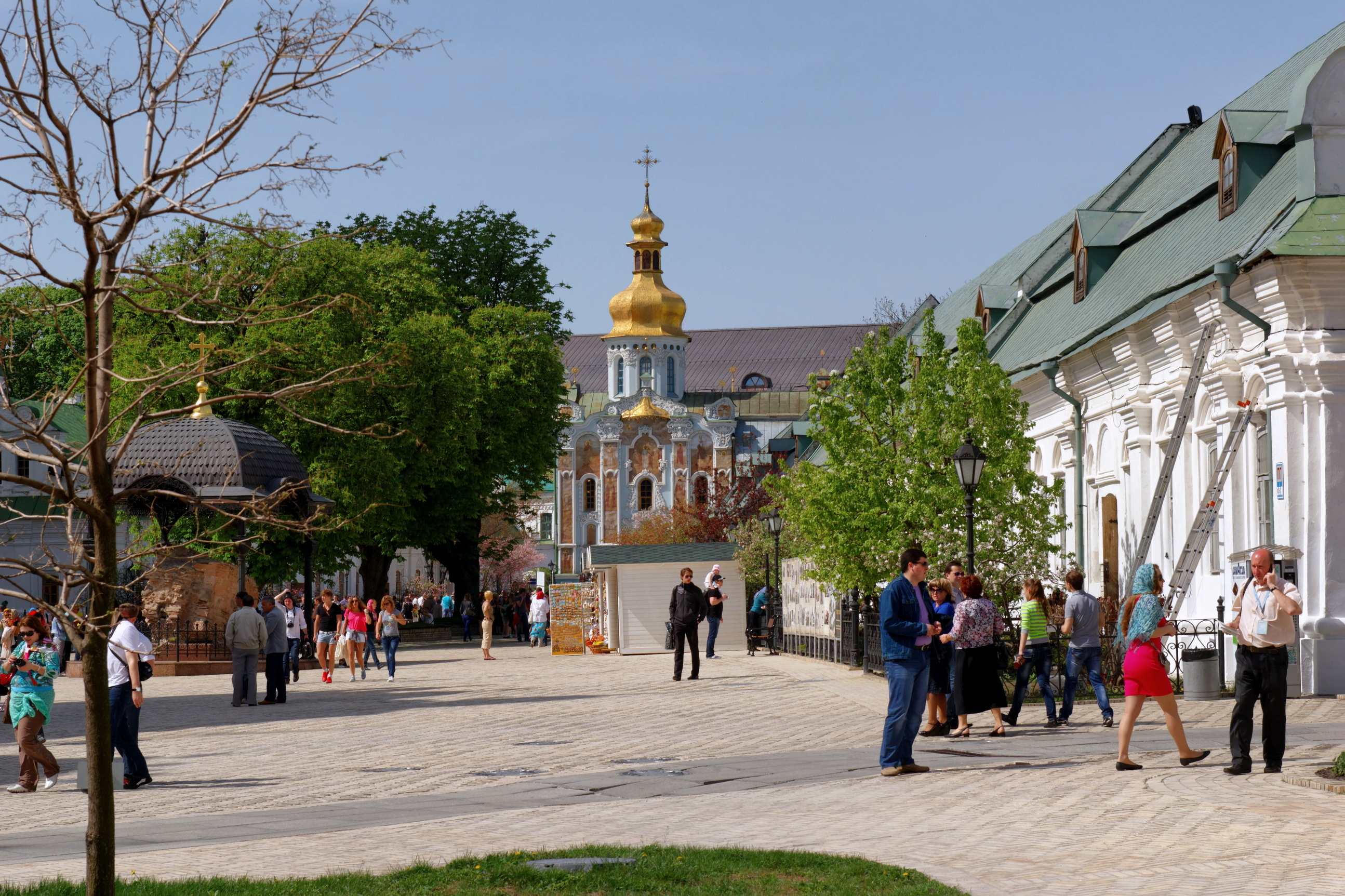
Внутренний двор

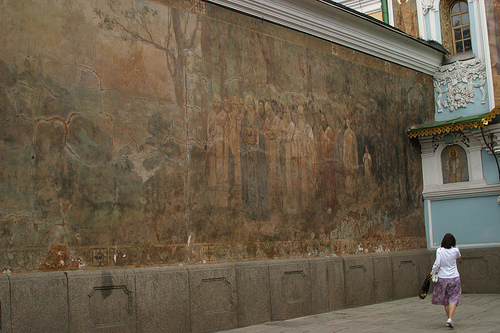
Масляные картины на внешних стенах, ведущих к Святым вратам, расположенным ниже церкви

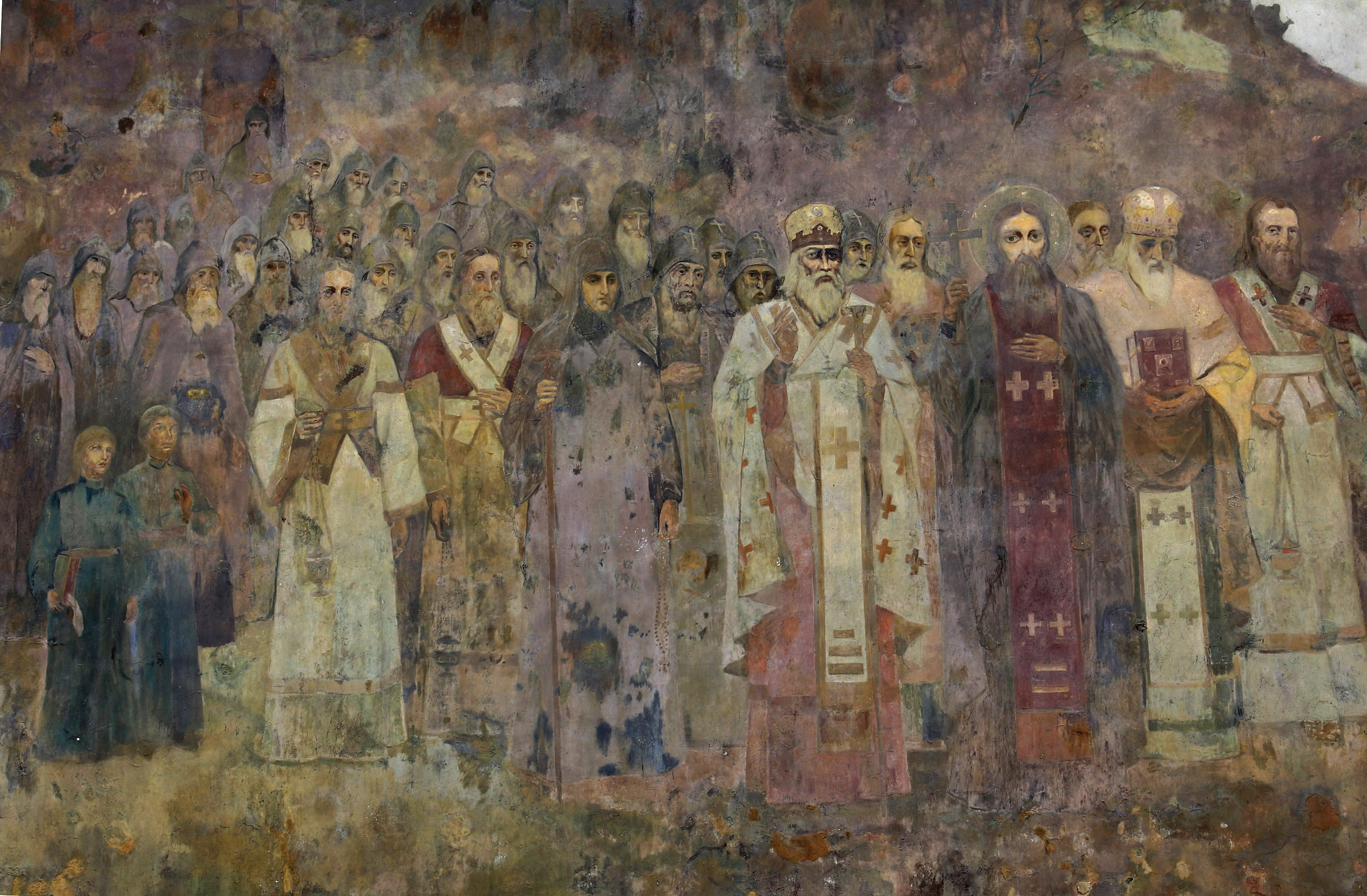
Фрагмент росписи внешних стен, ведущих к Святым вратам.

Церковь расположена над Святыми вратами, которые являются главным входом в монастырь. Возле входа находятся комнаты для караульных. Церковь вклинивается между стенами монастыря, помогая защищать ворота. Наружные поверхности стен монастыря, ведущих к воротам, покрыты фресками. Они были полностью обновлены в 1900—1901 годах Д. Сониным и другими.
Троицкая надвратная церковь разделена на три нефа, каждый из которых содержит сферические апсиды. Внешняя каменная лестница ведёт в церковь.
Троицкая надвратная церковь является типичной каменной церковью времён Киевской Руси. Домонгольскую кладку можно видеть на южном фасаде здания. В 17-18 столетиях мастер Стефанович произвёл реконструкцию, и церковь была обновлена в стилистике украинского барокко. Именно во время этой реконструкции на церкви появились грушевидные купола, тогда же было обновлено её художественное убранство.
Сильнейшим акцентом внутреннего убранства Троицкой надвратной церкви является деревянный позолоченный иконостас, выполненный в 1734 г. лаврскими сницарями Иваном Опанасовым и Яковом Оветко в стиле украинского барокко. Он изготовлен из липы в технике «сквозной резьбы» и расписан мастерами малярни Никольского больничного монастыря. Интерьер церкви дополняет паникадило на 16 свечей, отлитое в 1724 г. Его вес составляет 664 кг.
Стенопись Троицкой надвратной церкви — ценнейший памятник украинского монументального искусства 20-30-х гг. XVIII в. Она выделяется безупречным рисунком, сочностью и выразительностью красок, высоким композиционным мастерством, включает в себя более 100 композиций и представляет собой своеобразный богословский трактат в цветах, в котором православное догматическое учение о церкви изложено художественным языком эпохи барокко, с присущими ему поэтическими и эстетичными приемами. Иконографическая программа росписей с её тщательно разработанной богословской концепцией была создана совместно лаврскими малярами, иконописцами и богословами.
На западной стене центрального нефа находится композиция «Первый Вселенский (Никейский) собор», посвященную новому этапу в развития христианства — церковному съезду в Никее в 325 году. Вдоль этой стены — ряд деревянных скамей, изготовленных в 30-е гг. XVIII в., спинки которых украшены живописными пейзажами. Эти стасии (или скамьи) предназначались для престарелых и больных монахов Никольского больничного монастыря.
Пол церкви устлан фигурными чугунными плитами, отлитыми на брянских заводах Демидовых в 1732 году.